# Винтовая сцепка
Винтовая сцепка, винтовая стяжка или винтовая упряжь — неавтоматическое сцепное устройство, применяемое на железнодорожном транспорте, является составной частью ударно-тяговых приборов подвижного состава.

## История
В СССР использовалась широко для сцепки подвижного состава до середины XX века. В Великобритании это называется винтовой муфтой. В СССР переход на автосцепку СА-3 начался в 1935 году и полностью произошёл после 1959 года. На 1959 год автосцепкой было оборудовано 96,4 % инвентарного парка вагонов. Грузовых вагонов с винтовой упряжью было 30,3 тысячи, из них 20,7 тысячи единиц отечественного типа и 9,6 тысячи западноевропейского типа. Все эти вагоны не имели хребтовой балки и имели две оси. Пассажирских вагонов с автосцепкой на 1959 год было 69 % от инвентарного парка.

## Применение
Винтовая упряжь является типовой и применяется почти на всех железных дорогах стран Европы. Исключения составляют: страны бывшего СССР и несколько линий советской колеи в Восточной Европе; скоростные и некоторые городские моторвагонные поезда, на них применяется автосцепка Шарфенберга; Мальмбанан, перешедший в 1969 году на СА-3, когда винтовая сцепка перестала выдерживать нагрузки; некоторые изолированные узкоколейные дорожные сети, использующие менее распространенные сцепки — например, норвежскую. Отдельные линии с тяжелыми товарными составами (например, перевозка железной руды из Роттердама в Саар) также используют перспективные модификации СА-3, одна из которых, сцепка C-AKv, предлагается в качестве нового стандарта.
В ЕС регламентируется евростандартом EN 15566:2009+A1:2010: англ. Railway applications — Railway rolling stock — Draw gear and screw coupling, являющимся обязательным для стран-участниц согласно Директиве 2008/57/EC Еврокомиссии. Более конкретно, постановление ЕК № 1302/2014 от 18.11.2014 объявляет этот стандарт обязательным для сцепки ручного типа, а также постулирует совместимость с такой сцепкой оконечностей состава для целей аварийной буксировки (как вариант — через имеющийся на борту адаптер).
В Индии винтовая упряжь на локомотивах комбинирована с автосцепкой Джаннея, модифицированной для совместимости с ней. Пассажирские вагоны и моторвагонный ПС оснащены винтовой упряжью, а грузовые вагоны — автосцепкой Джаннея.
В Финляндии и Иране многие локомотивы оснащены комбинированной сцепкой Unilink — совместимой как с винтовой упряжью, так и с советской СА-3. Внутри этих стран парк вагонов оснащен исключительно винтовой сцепкой и буферами, а возможность сцепления локомотивов с СА-3 нужна для вождения поездов из стран СНГ (в случае Финляндии — по единой с СНГ колее, в случае Ирана — с заменой колёсных пар, но не сцепок, что упрощает задачу).

## Тип
Применялись (применяются) следующие типы винтовой стяжки:
- русский;
- западноевропейский.